# Ophiostoma novo-ulmi
Ophiostoma novo-ulmi je parazitická vřeckovýtrusá houba. Prorůstáním cévních svazků jilmů způsobuje již od 60. let 20. století onemocnění zvané Grafióza jilmu. Byla poprvé popsána v roce 1991 jako nový agresivní druh, který vznikl pravděpodobně mutací její předchůdkyně Ophiostoma ulmi. Ta má na svědomí pandemii grafiózy jilmů od 20. do 60. let 20. století.
Mezinárodní unií pro ochranu přírody IUCN byla Ophiostoma v roce 2000 zařazena mezi 100 nejhorších invazních druhů světa.